# Ökoturizmus

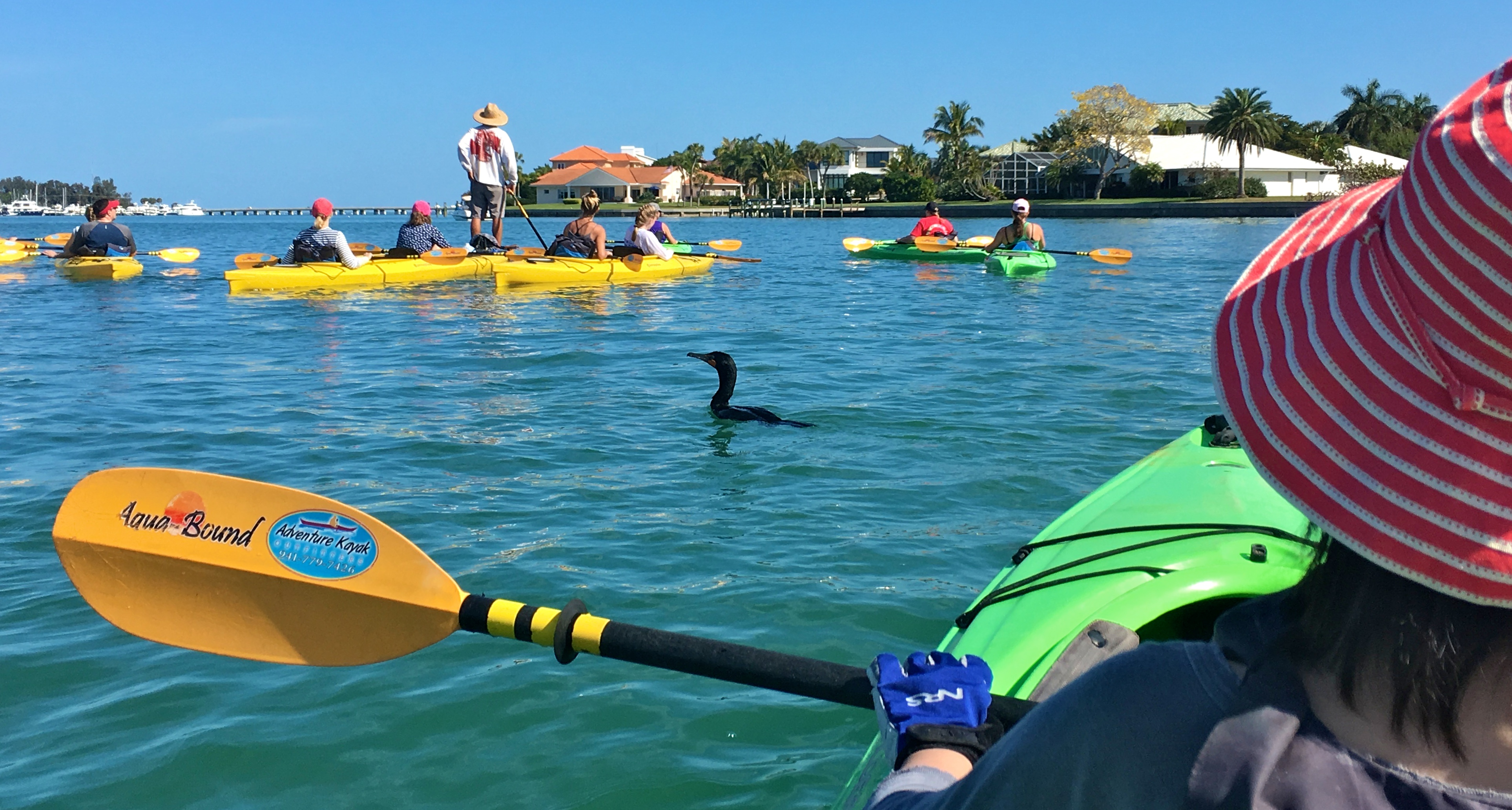
Kajakozó turisták élőlényeket figyelnek meg

Az ökoturizmus vagy fenntartható turizmus a vendégforgalom és a környezet kapcsolatára vonatkozó, komplex fogalom.

## Fogalma
A többféle meghatározás közül a Természetvédelmi Világszövetség (IUCN) által adott definíció az alábbi: 
„Az ökológiai turizmus, vagy »ökoturizmus« a környezetért felelősséget vállaló utazás és látogatás a viszonylag zavartalan természeti területeken, azok természeti, valamint jelen és múltbeli kulturális értékeinek élvezete és értékelése céljából, úgy, hogy kíméli azokat a látogatás hatásainak mérséklésével, valamint a helyi népesség társadalmi, gazdasági előnyökhöz való juttatásával.”
A természetvédelem ökoturisztikai koncepciója szerint: 
„Ökoturizmus (természeti turizmus) a természetközeli területek, tájak, illetve élővilágának bemutatására irányuló különleges turizmus, amelynél a természetvédelem és a turizmus ötvözete folytán a látogatóknak a természetközeli állapotú területek legszebb, leglátványosabb részeit mutatják be, elsősorban látványként olyan módon, hogy valójában a kezelt területrészekre korlátozódjon a tartózkodásuk, biztosítva ezzel a természetközeli területek zavartalan fennmaradását. Az ökoturizmusból származó bevételek jelentős részét a természeti-természetközeli területek megőrzésére, fenntartására kell fordítani.”
Az 1999-ben alapított, athéni székhelyű, világszerte hatvan taggal rendelkező Ökoklub (Ecoclub) honlapján ez szerepel:
„Az Ecoclub úgy határozza meg az ökoturizmust, mint ökológikus turizmust. Másokkal ellentétben, az Ecoclub az ökoturizmusra nem úgy tekint, mint a turisztikai ipar egy szegmensére, hanem mint egy folyamatra, amely megváltoztatja az egész turizmust. Részleteiben mi úgy határoztuk meg az ökoturizmust, mint a turizmusnak az ideális állapotát, amely
-minimalizálja a saját környezeti hatásait;
-pénzügyi alapot hoz létre a környezetvédelemhez;
-pénzügyi alapot jelent a különböző projekteknek, ezáltal támogatja az egyenlőséget, csökkenti a szegénységet a helyi közösségekben;
-növeli a környezetvédelmi és kulturális tudást, valamint a kultúrák közötti megértést, mindenki számára elérhető és nyitott.”
Egy másik nonprofit szervezet, a washingtoni székhelyű, de szintén a világ számos pontjáról tagokkal rendelkező Nemzetközi Ökoturisztikai Társaság (The International Ecotourism Society) meghatározása szerint:
"… az ökoturizmus olyan felelősségteljes utazásokat foglal magában, amelyek gyakorlatilag érintetlen természeti területek megismerésére irányulnak, ugyanakkor aktívan igyekeznek megőrizni a természeti és kulturális értékeket, és hozzájárulnak a helyi lakosok jólétéhez.”
Meghatározás az Ipoly Unió és a "Két Kerékkel Kevesebb" Egyesület: A Dunakanyar és az Alsó-Ipoly mente kerékpáros és vízitúra kalauza I. című kiadványban: 
"Az ökoturizmus célja a területet oly módon megismertetni a vendéggel, hogy a turistaforgalom se mennyiségével, se minőségével ne zavarja meg a helyben élők mindennapjait és ne tegyen kárt a természeti és kulturális értékekben. Ezért az ökoturisták kis csoportokban, lehetőleg környezetkímélő közlekedési eszközöket igénybe véve érkeznek utazásuk célterületére. A látnivalók bemutatásán túl a program az élet helyi sajátosságaira, aktuális problémáira is ráirányítja a látogatók figyelmét, akik ezáltal valósághűbb és árnyaltabb képet kapnak utazásuk célterületéről, mint a tömegturizmuson keresztül. A programösszeállításban megjelennek a természetjárás különböző formái, mint a gyalogos, a kerékpáros, vagy a vízi túrázás, és rendszerint természetjárással kitöltött félnapokat követi a kulturális látnivalók megtekintése. Fontos szempont a kulturális látnivalók teljes keresztmetszete, mert a vendég a falusi-városi és egyházi-világi emlékekről egyaránt benyomásokat szerezve több szemszögből ismerkedik meg a térség kultúrájával. A terület hagyományos életformáinak bemutatása mellett a program tartalmaz olyan társadalmi akciókat is, melyek a jelen feladataira irányítják a figyelmet. A Nyugat-Európában kialakult gyakorlat szerint az ökoturisták látogatásuk során nemcsak kapni, hanem adni is szeretnének, ezért hangsúlyosan helyi tulajdonú kisebb szálláshelyeket és éttermeket vesznek igénybe, helyi termékeket fogyasztanak, költésükkel tudatosan is hozzájárulva a térség fejlődéséhez. Így az ökoturizmus a magas fajlagos költésű és kiemelten jövedelmező turisztikai ágazatok közé sorolható."

## Fogalmi elemei
- Egyesek szerint az ökoturizmus nem más, mint természetjárás, néhányan a nemzeti parkok felkeresésével azonosítják, megint mások az értékeket megóvó, a célterület fejlődését elősegítő, felelősségteljes kirándulásként határozzák meg.
- A Környezetvédelmi és Vízügyi Minisztérium honlapján az alábbi mondatok szerepelnek az ökoturizmus címszó alatt:

„Az ökoturizmus komplex megoldási lehetőséget kínál a védett természeti területek kezelői számára a vendégforgalom ellenőrzött keretek között tartására úgy, hogy a fejlesztésekből származó előnyökből a természetvédelem szervezetei mellett a helyi közösségek is részesülhetnek a felek kölcsönös megelégedésére. (…) az ökoturizmus egyaránt jelent egy gyűjtőfogalmat és egy szemléletet. Gyűjtőfogalomként a turizmus olyan különböző formáit jelenti, amelyek a természeti-biológiai erőforrások fenntartható használatán alapulnak az adott ökoszisztéma teherbíró képességén belül. Az ökoturizmus egyúttal egy szemléletet is jelent, amely a turizmus valamennyi formájának fenntarthatóvá tételét célozza, hogy a turizmus járuljon hozzá az ökoszisztéma megőrzéséhez, vagy helyreállításához, és ne járjon negatív hatásokkal a természeti és kulturális erőforrásokra.”
A meghatározások számos ponton eltérnek egymástól. A különbségek abból erednek, hogy a definíció megalkotói más és más kontinensen, illetve szektorban tevékenykednek, ezért eltérőek az érdekeik, az elvárásaik az ökoturizmus témakörében. Szembetűnő például, hogy a hazai természetvédelem legfelső közigazgatási szervezete, a környezetvédelmi tárca a védett természeti területekre irányuló turizmusként körvonalazza az ökoturizmust, és a természeti értékek védelmét állítja a központba. Ezzel ellentétben a fejlődő világ országaiból számos taggal rendelkező Ecoclubnál, teljesen érthetően, kiemelten fontos az egyenlőség támogatása, a szegénység csökkentése, a kultúrák közötti megértés elősegítése.
Amiben az érintettek egyetértenek, az az, hogy az ökoturizmus
- természeti területekre irányul;
- hozzájárul a helyi értékek megőrzéséhez;
- minimalizálja a turisták környezetre, társadalomra és kultúrára gyakorolt negatív hatásait, ellenben erősíti a pozitív hatásokat;
- komplex fogalom, mely sokkal többet jelent természetjárásnál vagy a gyalogos turizmusnál.

## Lásd még
- Turizmus
- Ökológiai lábnyom
- Természetvédelem
- Ökológia